# 诺基亚N82
Nokia N82是诺基亚于2007年11月发布的S60智能手机。配备了500万像素的摄像头及配備氙氣閃光燈并且具有GPS功能。N82為诺基亚第一款配備氙氣閃光燈的手機。NokaN82推出之後即獲TIPA(欧洲技术影像出版协会)組織評選為2008年度的TIPA最佳移動影像產品 (Best Mobile Imaging Device)。中国市场的行货N82被拆除了一些设备，比如WiFi。N82有黑、白等外壳颜色可以选择。